# Tomas Jernkrook
Tomas Jernkrook, znany również pod zapisem Thomas Jörnkrok i Thomas Jernkrok (ur. 8 grudnia 1960) – szwedzki skoczek narciarski. Najlepsze wyniki w Pucharze Świata osiągnął w sezonie 1979/1980, kiedy zajął 75. miejsce w klasyfikacji generalnej. Raz zdobył punkty PŚ – 10 lutego w St. Nizier zajął 8. miejsce.
W 1983 został mistrzem Szwecji w skokach na normalnej skoczni.

## Puchar Świata w skokach narciarskich

### Miejsca w klasyfikacji generalnej
- sezon 1979/1980: 75